# Acumuer
Acumuer es una localidad española perteneciente al municipio de Sabiñánigo, en el Alto Gállego, provincia de Huesca, Aragón, situado al norte del término, en el Valle del río Aurín, que también recibe el nombre de la localidad o Valle de Acumuer.

## Geografía
Se accede desde Sabiñánigo por la carretera secundaria de Larrés -donde se encuentra el Museo de Dibujo Castillo de Larrés- pasando Isín, finalmente llega a Acumuer, donde esta acaba.
Desde el pueblo de Acumuer por un camino forestal vetado al tráfico discurre paralelo al río un camino entre bosques de pinos, abetos y hayas que nos adentra a la cabecera del valle, una amplia zona de praderas salpicada de bordas. Siguiendo el curso del río, que se presenta abundante en pequeñas cascadas y gradas, y ascendiendo por el fondo del valle se llega hasta el ibón de Bucuesa, un lago natural de origen glaciar situado a más de 2.000 m s. n. m.

## Historia
En el 920 fue conquistado por Galindo Aznárez II, siendo una poblacion de realengo aunque posteriormente fue donado a San Juan de la Peña por Ramiro I hasta la desamortización.
Durante la Edad Media el valle entero pertenecía al arciprestazgo de Aso de Sobremonte y en los primeros años del siglo X tanto Acumuer como el ahora despoblado de Cercito eran los principales poblados, existiendo en este último un monasterio dedicado a San Martín, que junto a los monasterios de San Pelayo de Gavín, San Pedro de Rava y San Andrés de Fanlo, era uno de los cuatro centros promotores de la vida eclesiástica en Serrablo.
El monasterio de San Martín tenía un área de influencia que se extendía desde el valle de Acumuer hasta el Valle de Ahornes, que comprendía el tramo inferior del río Aurín hasta su desembocadura en el río Gállego, incluyendo zonas como la cuenca del río Tulivana y desde Espuéndolas y Martillué hasta punta Selva (1452m).

## Demografía
| Gráfica de evolución demográfica de Acumuer entre 1842 y 1960 |
| |
| Población de derecho según los censos de población del INE Población de hecho según los censos de población del INEEntre el censo de 1857 y el anterior, crece el término del municipio porque incorpora a Asques y Bolas, Asún y Isin Entre el censo de 1970 y el anterior, este municipio desaparece porque se integra en el municipio Sabiñánigo |

### Localidad
Datos demográficos de la localidad de Acumuer desde 1900:
| 463                   | 432 | 397 | 303 | 278 | 245 | 180 | 3 | 3 | 3 | 8 | 8 | 13 |
| (Fuente: IAEST e INE) |     |     |     |     |     |     |   |   |   |   |   |    |

### Municipio
Municipio de Acumuer
Entre 1842 y 1857, se anexiona el término de Asqués y Bolás, el de Asún y el de Isín, por lo que desde ese censo el municipio de Acumuer cuenta con la población total de las cinco localidades.

En 1965, el antiguo municipio de Acumuer es absorbido por el término municipal de Sabiñánigo, de acuerdo con lo fijado en el Decreto 1121/65, de 8 de abril, publicado en el Boletín Oficial del Estado número 104, de 1 de mayo. Desde la incorporacíon a Sabiñánigo la población de la localidad de Acumuer varía de la siguiente manera:
| 148                       | 513 | 523 | 504 | 543 | 580 | 605 | 588 | 511 | 399 | 364 | 327 | 244 |
| (Fuente: INE [Consultar]) |     |     |     |     |     |     |     |     |     |     |     |     |

## Patrimonio

### Patrimonio religioso

#### Iglesia parroquial de La Asunción
Debido a la falta de documentos es imposible datar su construcción original, aunque según Duran Gudiol era de estilo románico, de la cual solo quedan los vestigios de la torre de estilo de Serrablo aunque fue modificada para albergar campanas y en la parte meridional una puerta tapiada enmarcada por un doble arco de medio punto y otro más amplio del cual solo se conservan los arranques del mismo, junto con un lienzo de pared en cuya parte media superior se abre una ventana estrecha y abocinada como si se tratara de una aspillera y que se corresponde con una antigua capilla como se ve en un plano de la iglesia previo a la remodelación del siglo XVIII.
Se encuentra orientada al éste y en su ábside presentaba un retablo de “La Dormición de la Virgen María” de 6,12 x 4,15 m y que a finales del siglo XVI realizó en madera dorada, estofada y policromada el pintor Nicolás Xalón de Jaca, junto con el mazonero Domingo Pérez  y fue tasado, una vez realizado, en diciembre de 1592, en 1.057 libras y 7 sueldos jaqueses. Se acabó de pagar en 1608.

#### Ermita de Nuestra Señora del Pueyo
A un kilómetro hacia el suroeste de Acumuer están las ruinas de la ermita de Nuestra Señora del Pueyo, construida en sillarejo y que fue el temploque albergaba a la Virgen del Pueyo, talla románica de principios del siglo XIII aunque tuvo reformas posteriores en el siglo XVIII.
Se trata de un templo de altura considerable, siendo de nave única y rectangular con testero plano orientado al norte, teniendo la puerta de acceso bajo cinco grandes dovelas que forman un arco de medio punto apeado sobre dos jambas de gran tamaño y que tiene un dintel con la inscripción de a fecha "1778". También se le conoce como ermita de San Antonio.

#### Ermita de La Concepción
Construida en el siglo XVIII se encuentra junto a la iglesia parroquial de la Asunción, apareciendo documentada como ermita en varios documentos antiguos pero que actualmente se encuentra desacralizada y su uso es de almacenamiento.
Es un edificio de nave única con testero plano cubierto con un tejado de lajas en cuyo costado se abre la única puerta de acceso bajo un arco de medio punto dovelado, en cuya clave se encuentra una inscripción con la fecha del año 1747, con un vano de reducido tamaño ubicado cerca de la cabecera.

#### Santa María de Arrasul
Ubicado entre Acumuer y Larrés, se accede a él una vez pasado un desvío del río Isín.
Se tratan de unos vestigios de un monasterio de fundación particular del siglo XI que actualmente se encuentran consumidos por la maleza pero que constó de un templo de sillarejo de nave única con planta trapezoidal y con la puerta orientada al oeste.

## Fiestas
- La fiesta se celebra el día 15 de agosto en honor a la Asunción de María.
- Desde el 2014 la Asociación de Vecinos de Acumuer recuperó la romería a la ermita de la Virgen del Pueyo.[9]